# 大宇集团
大宇集團（：／ Daewoo Geurup）是1960年代后期到1990年代末的一家韩国跨国企业集团。大宇集团成立于1967年3月22日，最初只是一家单纯的纺织品贸易公司；得益于韩国政府的优惠政策，大宇在很短的时间内迅速发展壮大，1974年便名列韩国前十大企业之列，1992年跻身世界100强企业之列，是当时公认的“新型财阀”和“速成财阀”。不过，由于大规模的举债扩张，大宇集团在亚洲金融危机的冲击下于1999年11月破产倒闭，其在短短的30多年时间发展成为大型综合性跨国企业集团的“大宇神话”就此破灭。:398
大宇集团的灵魂人物是其创始人金宇中，他成功接收、改造过许多濒临倒闭的企业，人称扭亏为盈的专家。1976年，金宇中收购了负债总额超过大宇净资产的韩国机械，并仅用一年多时间使其盈利。1985年，金宇中接管一家比利时的炼油厂，也在很短时间内使其成为一家优良企业。1984年，金宇中获授国际商会第28届大会“国际企业家奖”（有「经营学诺贝尔奖」之稱），成为首位获此殊荣的亚洲人。1987年，金宇中又入选美国《财富杂志》“1986年最有魅力的50名企业家”。:93
大宇集团的经营理念是“世界经营，世界大宇”，社训是“创造、挑战、牺牲”:404。

## 初创期（1967-1971年）
1967年3月22日，大宇集团创始人金宇中借助大都纤维株式会社社长都再焕提供的500万韩圆，与都再焕、李雨馥、赵东济、金尚重一起创立纺织品外贸公司“大宇实业株式会社”。赵东济任社长，金宇中作为理事担任贸易部长。创立之初，大宇设施很简陋，仅有一间金宇中从韩国矿业公司临时借用的10坪的办公室。:399-400
在成立不到一年的时间，大宇就在印度尼西亚的合成纤维、经编织物等产业获得巨大成功，成为大宇向东南亚各国市场发展的立足点。之后，金宇中买断了三菱人造丝公司开发的三醋酸酯纤维技术。通过此技术生产的衬衫在美国大受欢迎，第一年出口额就达58万美元，两年后的1969年达到400万美元。1968年，大宇作为出口有贡献企业受到了韩国政府的表彰。大宇也从纺织品出口转向成衣出口，并不断开拓海外市场。1969年，大宇先后在新加坡、纽约、悉尼等地开办了支社。为确保原材料供应，又于1970年在大阪成立支社。1970年金宇中在合作伙伴离开后，亲自出任大宇社长，从此确立了金宇中体制。:47
随着韩国对美国出口的不断加大，美国开始出现限制纤维制品进口的苗头。金宇中得知此美国即将实行纺织品进口配额制后，不计成本地增加对美出口量，动用1968年的全部资金，将大量的纺织品运往美国子公司租来的仓库，使出口额增长了5倍，在亚州纺织品出口企业中占到第一位。由于配额数量取决于实行配额前的实际出口额，结果在1972年美国对香港和韩国纺织品实行配额制时，大宇获得了美国纺织品进口30%的配额。大宇因此得到丰厚利润，并以此为契机将纺织品的销售网逐渐扩大到欧洲。:47-48

## 跃进期（1972-1979年）

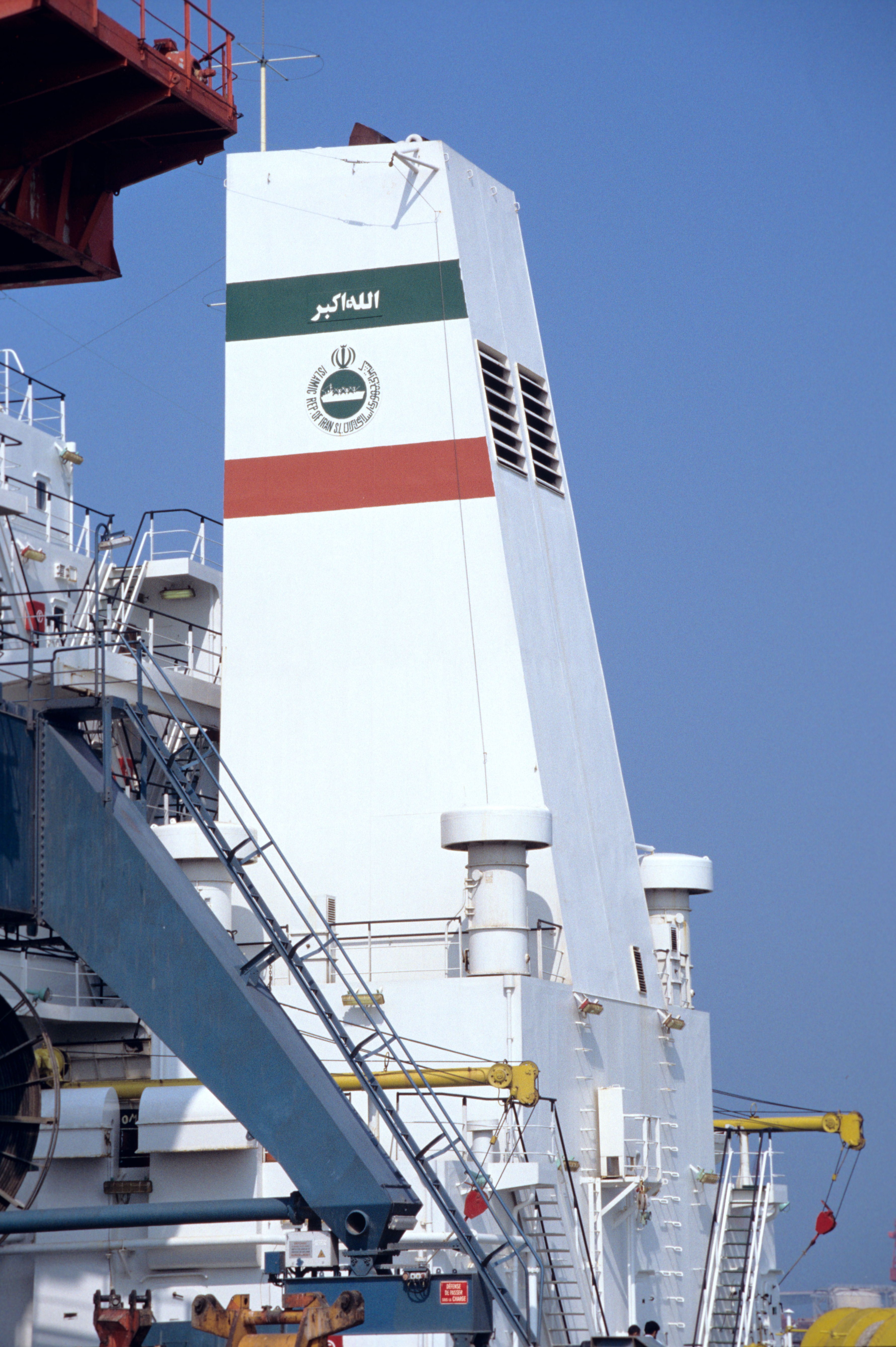
大宇为伊朗生产的船舶1985年

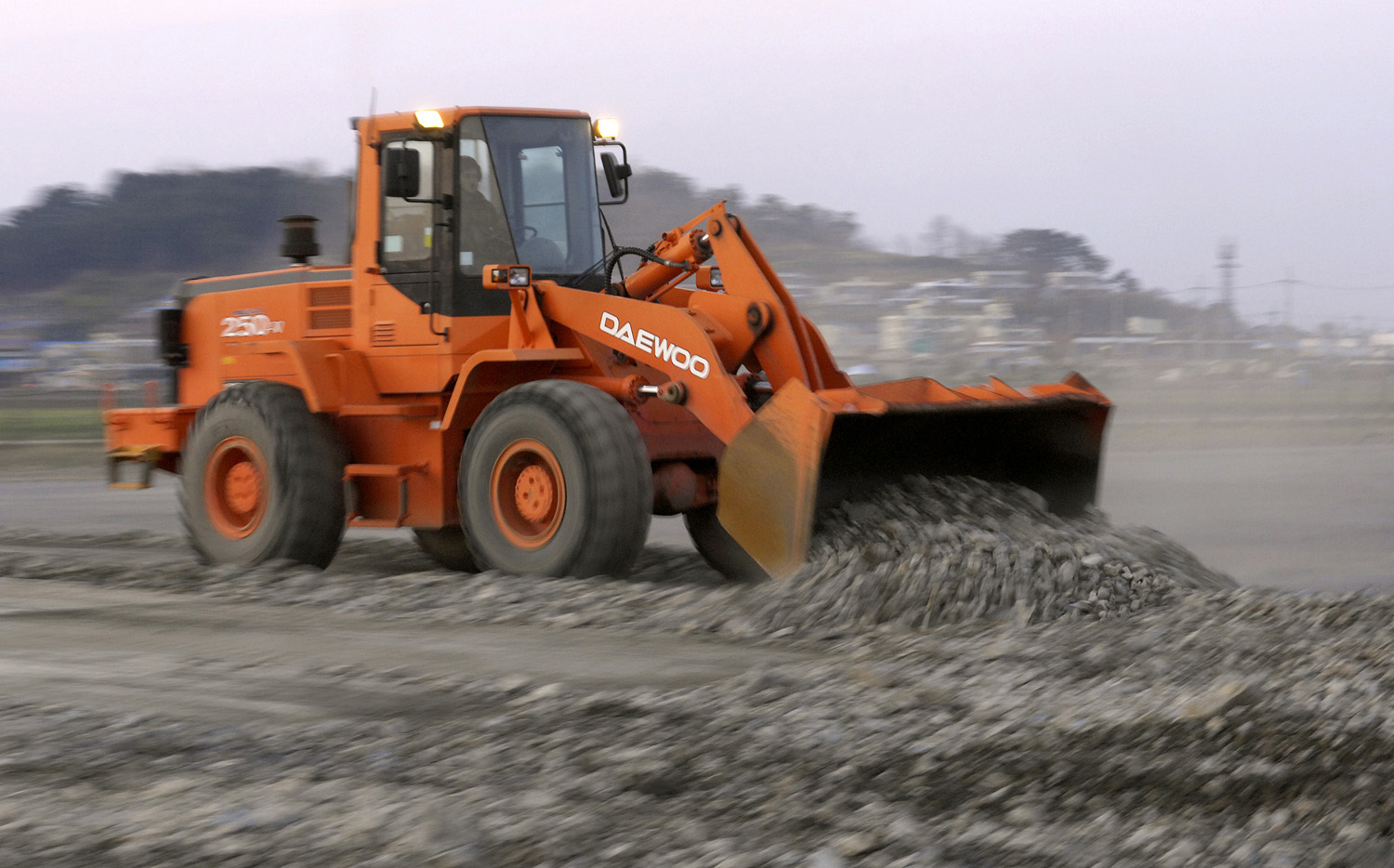
大宇重工（今：斗山）生产的装载机

1972年，韩国政府开始实施第三个五年计划，大力扶植重化工产业。在纺织品贸易中获得巨大利润的大宇开始通过购并经营不佳的企业来开拓新的领域。1973年开始，大宇先后收购了双美实业、三州大厦、新成通商、东阳证券（大宇证券前身）等十家企业:-48。1973年9月，大宇成立了“大宇机械”。1974年5月，大宇与美国远洋运输公司合资成立“海友船舶”，开始进军远洋运输业。1975年5月27日，大宇經韩国政府制定为综合贸易商社，并因此获得诸多政府优惠:401。
1975年11月，大宇应政府要求收购了濒临破产的“韩国机械”。韩国机械是韩国当时最大的发动机、车辆和产业机械生产商。但在其40多年的历史中，韩国机械从没盈利过，负债总额超过当时大宇的全部净资产。许多大宇内部人员都反对此次收购，但金宇中还是接了过来，开创了小鱼吃大鱼的先例。金宇中将韩国机械与大宇机械合并成大宇重工，并亲自担任大宇重工社长。经过一年半的努力，大宇重工就转亏为盈，金宇中也因此名扬韩国。:405:49
继韩国机械后，大宇又先后收购了濒临倒闭的制铁化学（1977年）、新韩汽车（1978年）和玉浦造船厂（1978年）。玉浦造船厂和新韩汽车是大宇按政府的要求收购的。玉浦造船厂是个1973年开工到1978年还未完工的船厂。大宇应政府的要求接管并完成了这个工程。作为回报，韩国政府提供了建设资金，并让大宇负责美国海軍第七舰队的维护和修理任务。新韩汽车是新进汽车与美国通用汽车合资成立企業——高丽汽车的后身。经过两三年的时间，大宇就将这些亏损企业打造成韩国重化工业的骨干企业。玉浦造船转变成世界最赚钱的造船厂之一。从新韩汽车更名而来的大宇汽车也一度成为韩国汽车的领军企业。:405:49
1973年，大宇开始涉足建设业。为了进入海外建设业市场，大宇通过收购阳进土建成立了大宇建设。继现代集团之后，大宇也进入了中东建设市场，并逐步发展成为仅次于现代建设的第二大建设企业:48-49。1976年7月，大宇实业与外商合作成立“大宇开发”。大宇开发在1977年5月成功承包了蔚山火力发电站第4-6期工程的建设。同年9月，大宇在龟尾动工兴建大型电子工厂。10月，大宇成立雪岳山开发公司，开始涉足旅游业:401-402。就这样，大宇集团在20世纪70年代，通过一系列的收购，在极短的时间内发展成为涉及机械、建设、石油精炼、造船、汽车等诸多产业的综合性财阀:49。1974年，大宇便跻身韩国十大企业之列:398。

## 调整期（1980-1992年）

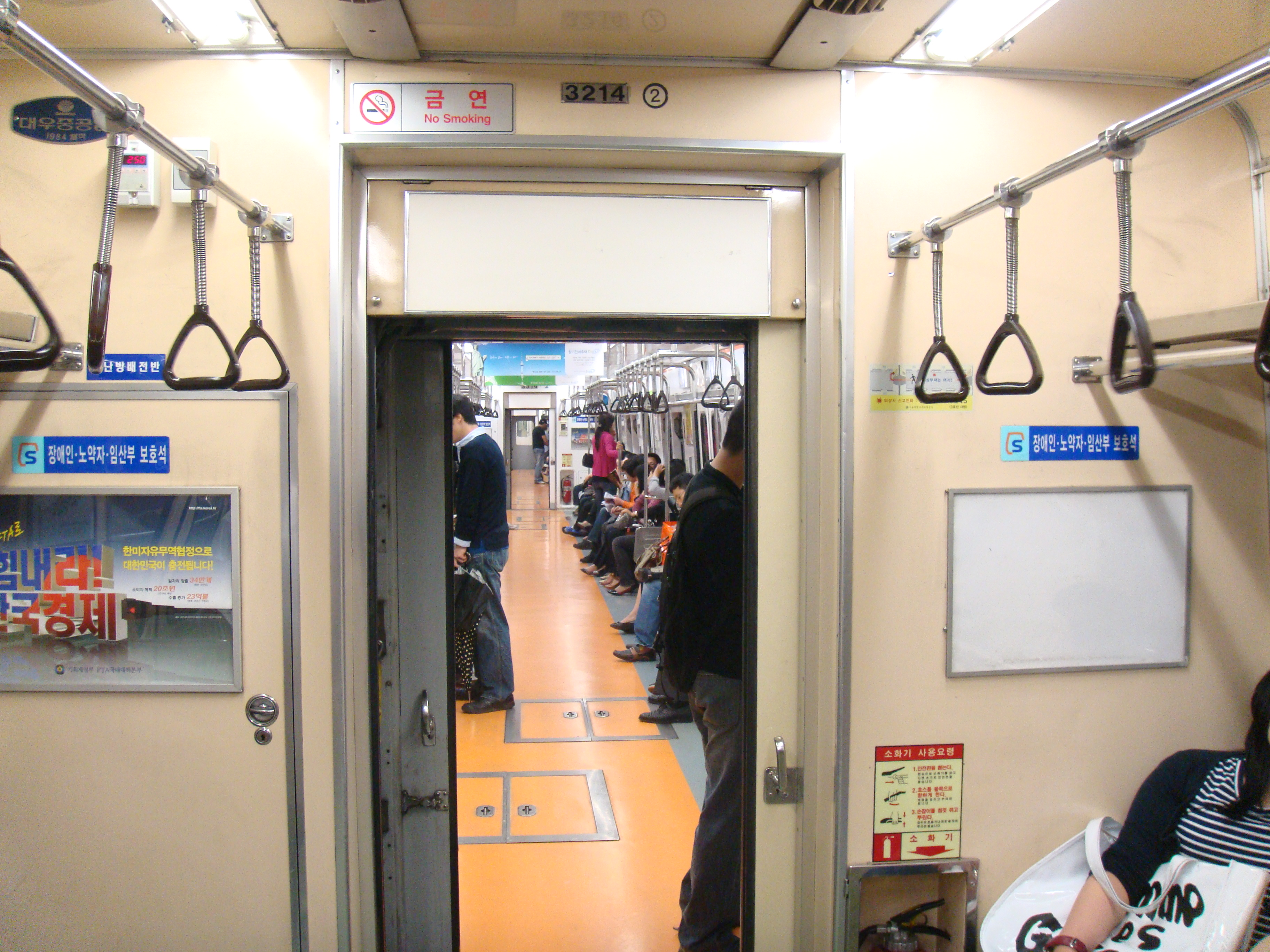
大宇生产的首尔地铁列车，1984年

20世纪80年代，电子工业在韩国兴起。1980年，大宇收购大韩通信工业公司，成立大宇通信公司。1981年11月8日，大宇实业和大宇开发合并成立“株式会社大宇”。1982年，大宇开始生产录像机。1983年，大宇通过收购名列同行第三位的大韩电线的家电部门，扩大了其产品线。到1985年，大宇在韩国国内家电销售网点已由150个增加到1600个，已经基本占领了韩国的家电市场。:402:49
在进军电子产业的同时，大宇集团还将汽车产业作为集团新的支柱产业来重点发展。1983年，其旗下的新韩汽车正式更名为“大宇汽车”。1985年9月3日，技术设备达到世界先进水平的大宇汽车轿车工厂正式竣工，年产汽车16.7万辆，平均每2分钟就能生产一辆汽车。为响应韩国政府实现汽车国产化的号召，大宇与日本铃木汽车公司合作，从1991年开始生产以“奥拓”为原型的小轿车。小型汽车最初并不受看好，但随着汽车热的发展，小型轿车开始热销。1992年，大宇与日本本田技术研究所以为原型合作生产高级轿车。:402:49-50
由于1986-1988年日元的升值，大宇集团出口收益获得相当大的提升。1987年，大宇在世界财富500强企业的排名上升到了第35位:50。1991年，大宇集团总资产达到119,380亿韩圆，营业额83,180亿韩圆，是韩国第三大企业。其旗下拥有29个系列公司，在全球63个国家和地区设有83处现地法人、分公司及常驻代表处等分支机构和22家子公司:402。

## 世界经营时期（1993-1999年）
1993年后，韩国政府进行了全方位的经济改革，经济政策的中心由“稳定”转为“增长”。大宇集团在这一时期提出了“世界经营”的发展目标，依靠政府鼓励海外投资的优惠政策，大宇通过在全球范围内大举并购企业，迅速扩大规模，平均每3天就增加一个企业:416-417。到1999年，大宇的企业数量一共增加了450多家:403。
在提出“世界经营”口号的同时，大宇根据其世界化战略，还提出了“技术大宇”的口号，大力发展造船、机械、汽车领域的生产技术，通过积极的技术进步，来创造优质的产品。1994年，大宇集团用于研发的资金高达1.12兆韩圆（15亿美元），占其当年投资总额2.85兆韩圆（38亿美元）的近一半。:403
1995年，金宇中提出了“第二次创业期”的概念。他认为大宇的第二次飞跃需要依靠40多岁的年轻人，50岁以上的管理人员则重点负责海外业务和传授经验。为此，他任命了一批40-50年龄段的年轻社长，并给予他们比会长更大的一线决策权。金宇中的创业伙伴以及一线的全权指挥官则被换到后方出任集团各部门的会长:403。1998年末，大宇在韩国国内拥有41个分支企业，75000名员工，在130多个国家地区拥有589个海外分支机构:50。
而在1996年11月，大宇集團轄下的大宇重工業與西門子公司合作，引進EuroSprinter大功率交傳電力機車技術，並製成南韓首款交傳機車（韓國鐵道8100型電力機車）。

## 解体（1999年）

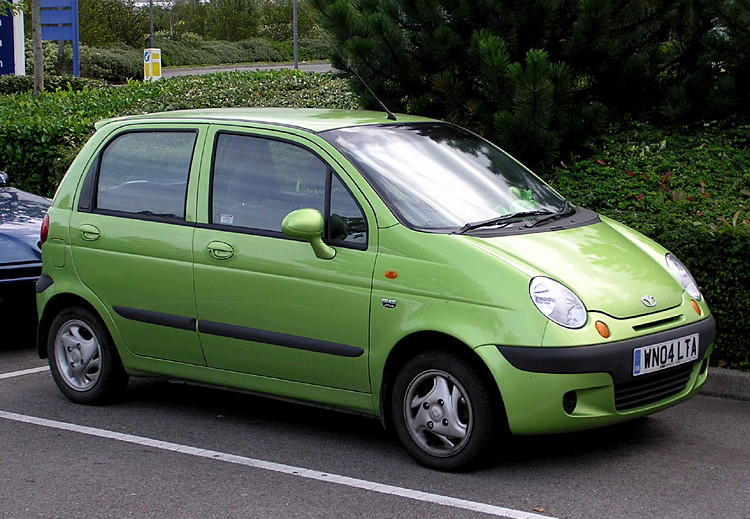
大宇汽車Matiz（2005），攝於英國布里斯托尔

1997年亚洲金融风暴爆发后，韩国当时第8大企业起亚集团破产引发韩国的金融危机。在各大财阀纷纷收缩战线，进行内部调整，应对危机之时，大宇集团却仍然视扩张为唯一真理，把危机当成收购、扩张的良机，“举债经营”。1998年，大宇集团发行的公司债券高达7兆韩圆（约56.33亿美元），还通过借贷收购了双龙汽车。1999年大宇不顾自身严峻的财务形势，仍坚信“大马不死”的神话，企图用下一批贷款来收购三星汽车:403-404:51。1999年3月，大宇集团的负债率上升到527%，自有资本减少到50%以下。由于无法偿还高达20%的银行贷款，大宇开始通过借款来偿还到期的贷款，形成恶性循环。1999年7月，债权银行延长了70亿美元已经到期的贷款，8月决定对大宇进行机构调整，12月开始接管大宇旗下企业。迫于韩国政府、债权银行和集团经营层的压力，金宇中辞去了大宇会长的职务:425。
2001年9月21日，美国通用汽车与大宇汽车簽署了谅解备忘录，原则上通过了通用收购大宇的计划:51。